# Дартло
Дартло (груз. დართლო) — село, находящееся в Ахметском муниципалитете края Кахетия Грузии. Дартло расположено в горном регионе Тушетия, в долине реки Пирикительская Алазани на северном склоне Водораздельного хребта, на высоте 2000 метров над уровнем моря.

## Общие сведения
Село Дартло расположено в исторической географической горной области Тушетия, на северо-востоке Грузии, регион представлен на включение в список Всемирного наследия ЮНЕСКО.
Дартло находится на правом берегу реки Дидихеви у её впадения в Пирикительскую Алазани. Через село проходит несколько туристических маршрутов национального парка Тушети: от селения Омало через деревню Дано, до крепости Квавло; от Омало до Дакуэхи и от Омало до Верховани. Туристический сезон ограничен доступностью села только в тёплое время года — с начала июня по середину октября. В Дартло открыто несколько семейных гостиниц.

## Достопримечательности
Дартло — одно из старейших селений региона, памятник культурного наследия Грузии, объявленный архитектурным заповедником, выделяется своим уникальным архитектурным ансамблем, состоящим из каменных домов, покрытых каменной черепицей, которые представляют собой крепости с пристроенными к ним сторожевыми башнями. Путешественники начала прошлого века так описывают Дартло:
В Дартло представляют интерес башни. Всех башен шесть. Все они выстроены из шиферных плит сухой кладкой. Две из них более поздней стройки, узкие, четырехугольные, с конической верхушкой, стоят в центре Дартло. Остальные четыре вне черты селения, по ту сторону потока, более древнего происхождения; они шире и производят впечатление построенных более солидно, чем первые две. Вход или, вернее, окно, через которое можно проникнуть внутрь, находится на значительной высоте от уровня земли, примерно метрах в трех. Никаких ступеней нет, приходится карабкаться, цепляясь за шероховатую стену башни. Достигнув окна и подтянувшись на руках, видишь несколько ниже окна деревянный пол с четырехугольным люком, ведущим в нижнее помещение. Такой же люк в потолке ведет в верхний этаж. Для сообщения между этажами служат бревна с вырубленными на них ступенями.
Восстановление исторических памятников Дартло, которые находятся в угрожающем состоянии, является важной государственной задачей для Грузии. Реставрация Дартло входит в Проект регионального развития, на который Всемирным банком выделено 60 миллионов долларов, ещё 15 миллионов долларов предоставлено правительством Грузии. Из этих средств 1,4 миллиона долларов пойдёт на реставрацию 34 домов селения. Всего нуждаются в восстановлении 72 строения из 73 домов села.
В Дартло также находятся развалины храма постройки 1801 года.
Кроме того, Дартло знаменит судебным залом, который находится под открытым небом – там проходили судебные процессы жителей Дартло и близ находящихся деревень. Это суд двенадцати судей (древний аналог суда присяжных). Состоит из двенадцати каменных античных стульев, которые принадлежали двенадцати судьям соответственно. По середине полукруга из скамей судей расположено два места (остроконечные камни), куда подсудимые или субъекты разрешаемого спора становились на колени, держась обеими руками за камни. Перед судебным ритуалом подсудимый и его защита обязательно бросали волос уса в яму в знак того, что ими будет сказана "правда, только правда и ничего кроме правды". В большинстве случаев главным судьей суда Дартло была женщина.

## Галерея

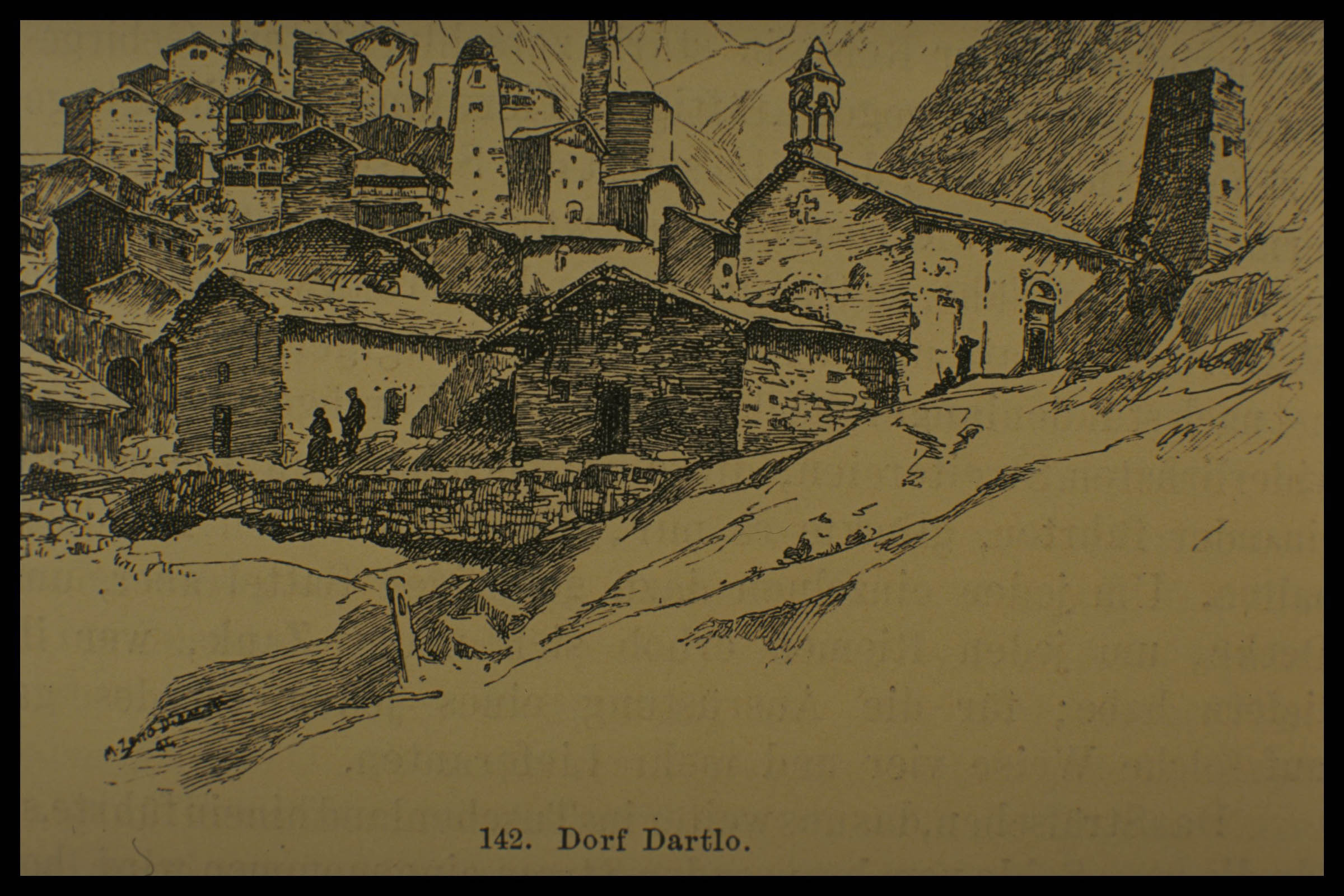
Село Дартло, рисунок 1892 года
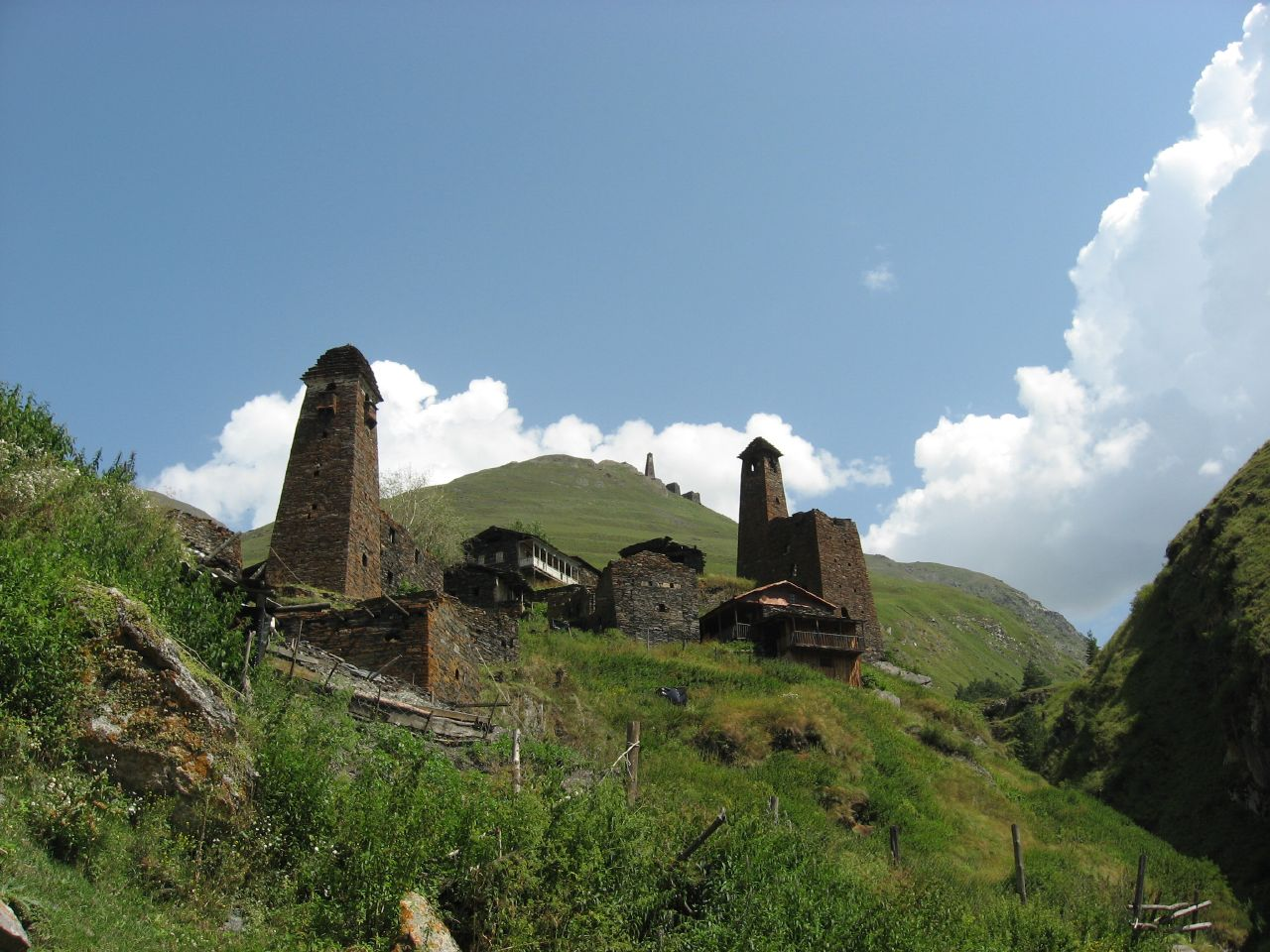
Сторожевые башни села Дартло
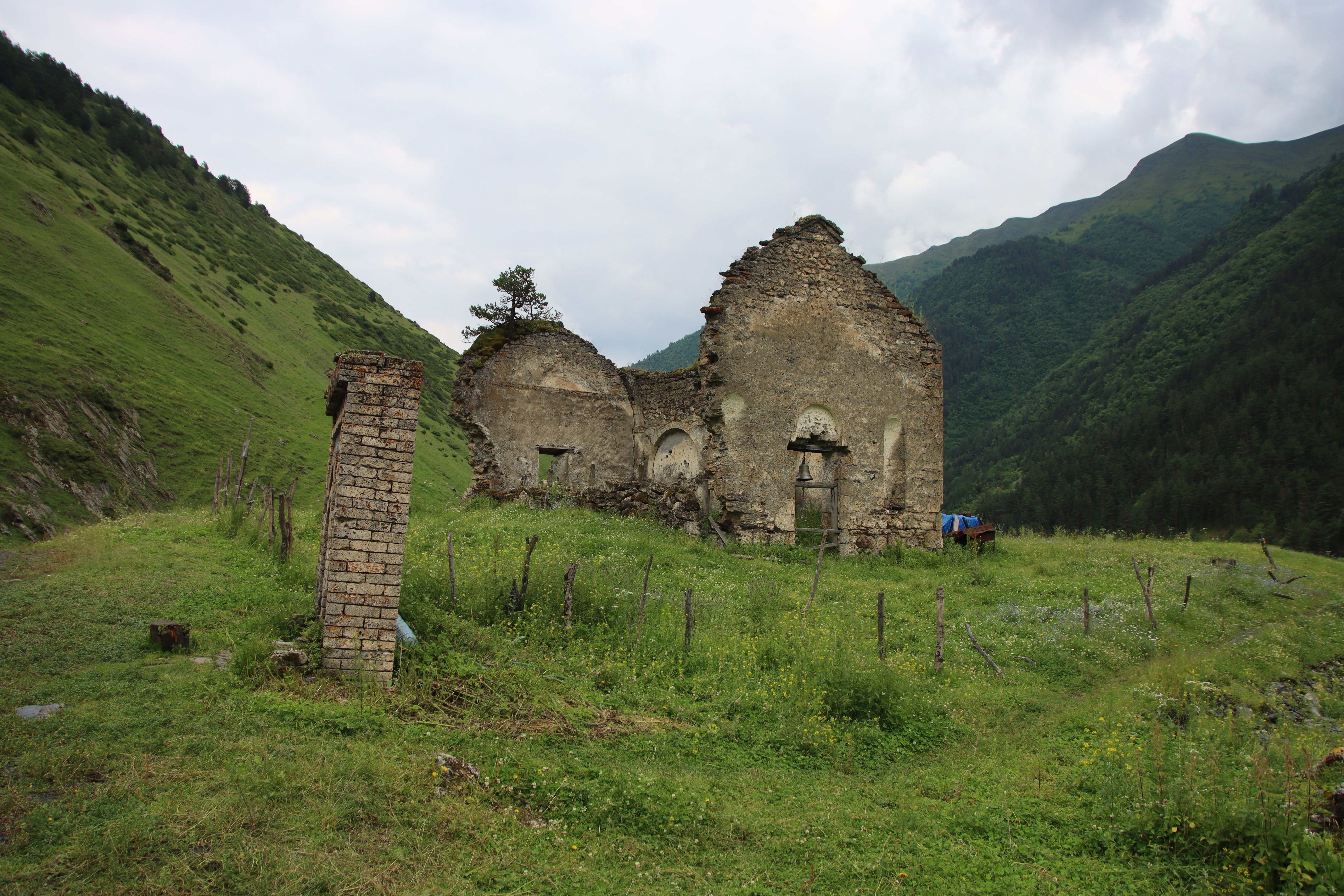
Церковь
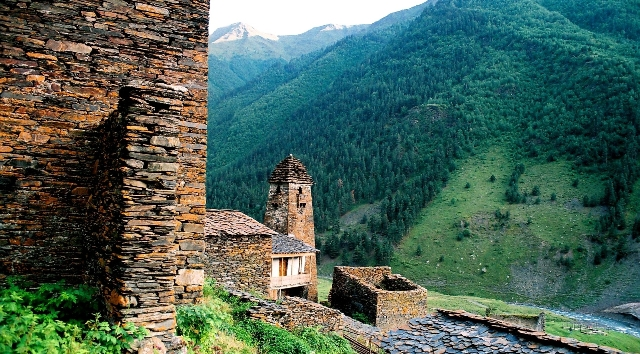
Село Дартло
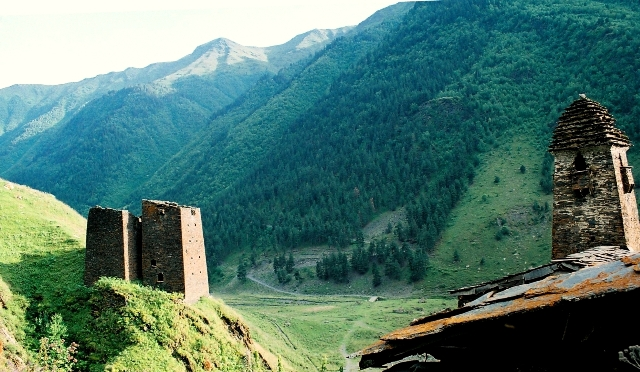
Село Дартло
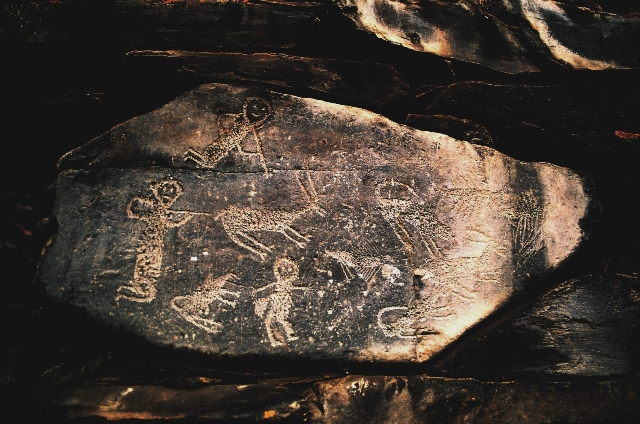
Петроглифы с изображением сцен охоты